# Ливотов, Андрей Николаевич
Ливотов Андрей Николаевич (25.03.1887 г. Кутно, Варшавская губерния, Российская Империя — не раньше 1942, Варшава) — офицер Русской Императорской армии, штабс-ротмистр, военный лётчик, участник Первой мировой и Гражданской войны, командир 35-го авиационного отряда, кавалер 7 боевых орденов, кавалер ордена Святого Георгия IV класса.

## Биография
Родился 25 марта 1887 года в городе Кутно Варшавской губернии Российской империи в потомственной дворянской семье. Отец — Ливотнов Николай Николаевич отставной генерал-майор, Мать — Александра Андреевна Ливотнова (урождённая Сахновская). В 1906 году окончил Полоцкий кадетский корпус, в 1908 — выпускник Елисаветградского кавалерийского училища — корнет. Служил в 13-м уланском Владимирском полку. Офицер-инспектор Венгровского военно-конского района. 10.09.1911 года получил чин поручика. Командовал 5-м эскадроном. В 1913 году поручик А. Н. Ливотов направлен в Офицерскую школу авиации и воздухоплаванья Отдела воздушного флота. Окончил теоретические курсы авиации имени В. В. Захарова в Петербургском политехническом институте, для обучения полётам распределён в Севастопольскую авиационную школу. Первую мировую войну встретил военным лётчиком в 33-м корпусном авиационном отряде. 15.02.1915 года получил чин штабс-ротмистр. С 24.10.1915 года — командир 35-го авиационного отряда. За мужество и героизм проявленные в боях на Австро-венгерском и Германском фронте был удостоен 7-и боевых орденов, в том числе офицерского ордена Святого Георгия IV класса:
«за то, что 6 августа 1915 года, получив предписание вылетев из осаждённой крепости Новогеоргиевск и отвести секретные крепостные документы, поднялся вместе с офицером-наблюдателем и механиком. Условия полёта были исключительно трудные; обстрел противником, как при подъёме, так и в продолжении всего пути, сильный порывистый ветер, туман, из-за которого приходилось руководствоваться в пути только компасом, причём авиатор со своими спутниками чуть было не погиб, опустившись в расположение противника. и только присутствие духа спасло их от гибели или плена. Штабс-ротмистр Ливотов, сознавая, что на нём лежит ответственность за целость двух жизней и документов, не только благополучно, преодолев все препятствия, исполнил возложенное на него поручение, но по пути провёл рекогносцировку расположения противника и доставил ценные сведения о передвижении неприятельских войск к крепости Брест-Литовск».
Октябрьский переворот не принял. После Гражданской войны эмигрировал в Польшу. Жил в Варшаве. Последнее упоминание о нём относится к 1942 году.

## Награды
1. 05.11.1914 Орден Святого Станислава 3-й степени с мечами и бантом.
2. 02.08.1915 Орден Святого Владимира 4-й степени с мечами и бантом
3. 31.03.1916 Орден Святого Георгия 4-й степени
4. 07.06.1916 Орден Святой Анны 4-й степени с надписью «За храбрость»
5. 17.10.1916 Орден Святого Станислава 2-й степени с мечами
6. Орден Святой Анны 3-й степени с мечами и бантом
7. 26.12.1916 Орден Святой Анны 2-й степени с мечами